# أوسان المغامر المبتدئ
أوسان المغامر المبتدئ(أ)، الذي تدرب الى الموت من قبل الحزب الأقوى وأصبح لا يقهر (باليابانية: 新米オッサン冒険者、最強パーティに死ぬほど鍛えられて無敵になる。، بالروماجي: Shinmai Ossan Bōkensha, Saikyō Pāti ni Shinu Hodo Kitaerarete Muteki ni Naru) رواية خفيفة يابانية من كتابة "كيراكو كيشيما" ورسوم "تي"، بدأت بالصدور بالأصل كرواية إنترنت على موقع نشر مساهمات المستخدمين شوسيتسوكا ني نارو ثم نقلت الى موقع "كاكويومو" في يونيو 2018، تم تبني الرواية لاحقًا من قبل دار نشر هوبي اليابان [الإنجليزية] لتصدر مطبوعة تحت علامة "إتش جي نوفلز" إبتداءً من ديسبمر 2018، ثم حصلت على مانغا من رسوم "كين أوغينو" بدأت بالصدور أونلاين على موقع "كوميك فاير" التابع لدار النشر ذاتها في نوفمبر 2019، ثم على مسلسل أنمي تلفزيوني من إنتاج شركة يوميتا بدأ عرضه في يوليو 2024.

## الشخصيات
ريك غلادييتر (リック・グラディアートル، Rikku Guradiātoru)
أداء صوتي: تاكويا ساتو
ريك هو موظف استقبال سابق في نقابة المغامرين، يبدأ مسيرته كمغامر بالتسجيل في اختبارات النقابة رغم أنه يبلغ من العمر 32 عامًا، يُقلل من شأنه بسبب عمره ولكن لا يعلم أحد أنه تلقى تدريبه على يد أعظم مجموعة من المغامرين في العالم، مما يجعله أقوى وأكثر قدرة من معظم المغامرين.
رينيت إيلفيلت (リーネット・エルフェルト، Rīnetto Eruferuto)
أداء صوتي: ساوري أونيشي
رينيت هي جنية ظلام ومساعدة ورفيقة ريك، على الرغم من سلوكها الهادئ والرصين، إلا أنها عضو قوي في مجموعة "قبضة الأوريكالكم" أعظم حزب من مغامري الفئة S في العالم.
برونستون أشورك (ブロンストン・アッシュオーク، Buronsuton Asshuōku)
أداء صوتي: كينتا مياكي
هو أورك محارب وراهب وقائد مجموعة "قبضة الأوريكالكم"، يُعرف بلقب "الوحش الحكيم" بسبب بنيته الجسدية الضخمة وذكائه المميز، هو أحد المدربين الذين دربوا ريك.
ميزيت إيردوارف (ミゼット・エルドワーフ، Mizetto Erudowāfu)
أداء صوتي: توشيوكي تويوناغا
ميزيت الذي يبدو يافعًا لكنه نصف قزم ونصف إلف، بعمر يتجاوز الخمسين، عضو في مجموعة "قبضة الأوريكالكم" ويُلقب بـ"صانع الأسلحة الألفي" بسبب سمعته كأعظم صانع أسلحة في العالم بمهارات تفوق عصره بآلاف السنين، وهو أحد المدربين الذين دربوا ريك.
أليسيريت دراكيول (アリスレート・ドラクル، Arisurēto Dorakuru)
أداء صوتي: ميساكي كونو
بعمر العاشرة، اكتسبت أليسيريت سمعة باعتبارها أقوى ساحرة عبقرية من مصاصي الدماء وتُعرف بلقب "طفلة الدمار الشيطانية"، عضو في مجموعة "قبضة الأوريكالكم" وهي أيضًا من المدربين الذين أشرفوا على تدريب ريك.
أنجيليكا ديرموت (アンジェリカ・ディルムット، Anjerika Dirumutto)
أداء صوتي: شينو شيموجي
فارسة من المرتبة الثانية وتحمل رتبة B كمغامرة، تُعد الثانية من بين ثلاثة أشقاء من العائلة النبيلة ديرموت، خاضت مبارزة مع ريك وانتهت بخسارتها، مثل جميع أفراد عائلة ديرموت فهي تتصرف بتعالي وفخر، لكنها تصبح حليفة وفية لريك.
راستر ديرموت (ラスター・ディルムット، Rasutā Dirumutto)
أداء صوتي: ريوهيه كيمورا
راستر هو الأكبر بين الأشقاء الثلاثة من عائلة ديرموت، لكونه من رتبة A، فهو يعمل كممتحن في نقابة المغامرين، حاول مغازلة رينيت لكنه فشل في ذلك، حاول إفشال ريك في اختبار النقابة لكنه لم ينجح.
فريد ديرموت (フリード・ディルムット، Furīdo Dirumutto)
أداء صوتي: شينووسكي توكودومي
الأصغر بين الأشقاء الثلاثة من عائلة ديرموت الذي يشارك في الامتحان، يعرف بكونه طفلاً عبقرياً بقدرات من الرتبة C، شعر بالضيق عندما اكتشف أن ريك يتفوق عليه في جميع الامتحانات التمهيدية.
لينكس لوروت (リンクス・ローロット، Rinkusu Rōrotto)
أداء صوتي: ريودا ناغاوكا
لينكس هو ممتحن من الرتبة B في نقابة المغامرين. يصبح صديقًا لريك بسرعة لأنه بدأ المغامرة في وقت متأخر مثله.
كيلفن أورولف (ケルヴィン・ウルヴォルフ، Keruvuin Uruvuorufu)
أداء صوتي: كاتسويوكي كونيشي
غيس ريزركت (ギース・リザレクト، Gīsu Rizarekuto)
أداء صوتي: يوتا سوميناغا
سنايب ريزركت (スネイプ・リザレクト، Suneipu Rizarekuto)
أداء صوتي: كازيا إيتشيجو
أليسا غرينجر (アリサ・グレンジャー، Arisa Granger)
أداء صوتي: أكيرا سيكيني
أليسا هي زميلة ريك السابقة أثناء عمله كموظف في نقابة المغامرين.

## وسائط المشروع

### رواية خفيفة
أوسان المغامر المبتدئ، رواية ويب من كتابة "كيراكو كيشيما" صدرت في الأصل على موقع نشر أعمال المتستخدمين شوسيتسوكا ني نارو، قبل أن تُنقل الى موقع "كاكويومو" في 1 يونيو 2018، لاحقًا تم تبنيها من قبل دار نشر هوبي اليابان [الإنجليزية] لتصدرها كرواية خفيفة مطبوعة من رسوم "تي" تحت علامة "إتش جي نوفلز" في 22 ديسمبر 2018، وحتى يناير 2024 يكون للرواية 13 مجلد مطبوع منشور.
| م. | تاريخ الإصدار  | ردمك                   |
| -- | -------------- | ---------------------- |
| 1  | 22 ديسمبر 2018 | ISBN 978-4-79-861826-5 |
| 2  | 22 يونيو 2019  | ISBN 978-4-79-861950-7 |
| 3  | 25 أكتوبر 2019 | ISBN 978-4-79-862028-2 |
| 4  | 22 فبراير 2020 | ISBN 978-4-79-862126-5 |
| 5  | 22 يونيو 2020  | ISBN 978-4-79-862236-1 |
| 6  | 22 أكتوبر 2020 | ISBN 978-4-79-862327-6 |
| 7  | 19 فبراير 2021 | ISBN 978-4-79-862421-1 |
| 8  | 19 يونيو 2021  | ISBN 978-4-79-862511-9 |
| 9  | 18 ديسمبر 2021 | ISBN 978-4-79-862696-3 |
| 10 | 17 يونيو 2022  | ISBN 978-4-79-862851-6 |
| 11 | 19 ديسمبر 2022 | ISBN 978-4-79-863028-1 |
| 12 | 19 يونيو 2023  | ISBN 978-4-79-863213-1 |
| 13 | 19 يناير 2024  | ISBN 978-4-79-863390-9 |

### مانغا
حصلت الرواية على سلسلة مانغا من رسوم "كين أوغينو" على موقع المانغا "كوميك فاير" التابع لدار هوبي اليابان [الإنجليزية] بدأت بالصدور في 22 نوفمبر 2019، تُنشر فصولها مجمعة في مجلدات تانكوبون، وحتى مارس 2024 يكون لها 9 مجلدات منشورة.
| م. | تاريخ الإصدار  | ردمك                   |
| -- | -------------- | ---------------------- |
| 1  | 27 مايو 2020   | ISBN 978-4-7986-2213-2 |
| 2  | 27 أكتوبر 2020 | ISBN 978-4-7986-2330-6 |
| 3  | 1 مايو 2021    | ISBN 978-4-7986-2497-6 |
| 4  | 1 نوفمبر 2021  | ISBN 978-4-7986-2645-1 |
| 5  | 30 أبريل 2022  | ISBN 978-4-7986-2807-3 |
| 6  | 1 سبتمبر 2022  | ISBN 978-4-7986-2925-4 |
| 7  | 1 أبريل 2023   | ISBN 978-4-7986-3070-0 |
| 8  | 29 سبتمبر 2023 | ISBN 978-4-7986-3260-5 |
| 9  | 1 مارس 2024    | ISBN 978-4-7986-3422-7 |

### أنمي
أعلن في مارس 2023 عن حصول الرواية على مسلسل أنمي تلفزيوني، من إنتاج وتنفيذ شركة يوميتا، المسلسل من إخراج "شين كاتاغاي" ونصوص "كاسومي تسوتشيدا" وفي تصميم الشخصيات "ماري إيغوتشي" وألحان "توموتاكا أوسومي"، أغنية مقدمة الأنمي بعنوان إزهار في أرض المغامرين الجرداء (荒野に咲けよ冒険者たち، Arano ni Sake yo Bōkensha-tachi) من أداء المغني أكيرا كوشيدا [الإنجليزية]، بينما أغنية النهاية بعنوان ما يُبحث عنه (さがしもの، Sagashimono) من أداء تشياي فوجيكاوا [الإنجليزية].
بدأ عرض المسلسل على المحطات التلفزيونية اليابانية في 2 يوليو 2024.

## هامش
- أ: أوسان، مصطلح باللغة اليابانية للإشارة الى الشخص متوسط العمر.

## طالع أيضًا
- أنمي
- إطار الفشل (رواية خفيفة)
- أنا أصد كل شيء
- صديقتي الغزالة نوكوتان
- غير الكفوء في أكاديمية الملك الشيطان

## روابط خارجية
- الصفحة الرسمية لرواية الويب على موقع كاكويومو (باليابانية)
- الموقع الرسمي للرواية الخفيفة (باليابانية)
- الصفحة الرسمية للمانغا (باليابانية)
- الموقع الرسمي للأنمي (باليابانية)
- أوسان المغامر المبتدئ (رواية خفيفة) في شبكة أخبار الأنمي